# 宮古島市立城辺中学校
宮古島市立城辺中学校（みやこじましりつ ぐすくべちゅうがっこう）は、かつて沖縄県宮古島市（宮古島）にあった市立中学校である。城辺地区4中学校統合のため2021年3月31日を以て閉校し、同年4月に宮古島市立城東中学校が開校した。跡地には宝塚医療大学観光学部宮古島キャンパスが新設された。

## 沿革
- 1948年（昭和23年）4月1日 - 城東中学校が創立される。
- 1949年（昭和24年）4月1日 - 城東中学校が城辺中学校と福嶺中学校に分離される[4]。
- 2011年（平成23年）8月 - 宮古島市教育委員会が「宮古島市立学校規模適正化基本方針」を策定。2016年度（平成28年度）を目途に城辺地区の4中学校（福嶺中学校・城辺中学校・西城中学校・砂川中学校）を統合する方針が決まる[5]。
- 2013年（平成25年）4月 - 「宮古島市立学校規模適正化基本方針」を一部見直し、統合時期を2021年度（平成33年度）までに変更[6]。
- 2017年（平成29年）
  - 9月 - 宮古島市議会において統合校の位置を西城中学校の校地とする学校設置条例改正案が僅差で否決される[7]。
  - 12月 - 宮古島市議会において学校設置条例改正案を可決。統合校の西城中学校校地への設置、及び、4校の2021年3月閉校が決まる[8]。
- 2018年（平成30年）3月 - 宮古島市議会において学校設置条例改正案可決。統合校の名称が「城東中学校」に決まる[9]。
- 2020年（令和2年）4月7日 - 新型コロナウイルス感染防止対策のため臨時休校[10]（5月17日まで[11]）。
- 2021年（令和3年）
  - 3月7日 - 城辺中学校閉校式[12]。
  - 3月31日 - 城辺中学校閉校。

## 通学区域
城辺小学校区域と同一区域であった。